# Dolenje Kamenje pri Dobrniču
Dolenje Kamenje pri Dobrniču je naselje v občini Trebnje.
Dolenje Kamenje pri Dobrniču je gručasto naselje v dolini pod Kozjekom (457 m). V vasi so sledovi kala, ki so ga že pred 600 leti uporabljali graščaki s Kozjeka, naselje pa  obdaja kamnit kraški svet poln vrtač in globeli z nekaj njivami na vzhodu vasi, kjer so Reber in Kamniti dol ter na jugu, kjer sta Križmanca in Senožeta. Vzpeti svet porašča gozd v Borštu in na Kozjeku.